# 南大吉
南大吉（1487年—1541年），字元善，號瑞泉，陝西西安府華州渭南縣人，明朝政治人物。

## 生平
正德五年（1510年）庚午科陝西鄉試第四名舉人，六年（1511年）中式辛未科會試第一百十九名，二甲第一百五名進士。任戶部雲南司郎中，嘉靖二年（1523年）出為紹興府知府，因得罪權貴而歸鄉，與弟子姜泗、賀府、姜沂、劉鳳池、薛騰蛟、何永等編纂《渭南縣志》十八卷。嘉靖二十年卒，年五十五。其墓志由陕西绥德马汝骥撰，墓碑由三原马理撰。祀绍兴名宦祠、渭南乡贤祠。

## 家族
曾祖南言；祖父南珪；父南金，資縣教諭加贈奉政大夫戶部郎中。母焦氏（加封太宜人）。弟南逢吉，山西按察司副使。
三子南軨、南䪄、南轅，被当地人称为“三凤”。在嘉靖三十四年（1555年）的陕西大地震中，老二南輄、老三南辕不幸罹难，老大南軨也于两年后病卒。孫南企仲；曾孫南居業、南居仁；曾侄孫南居益。